# Doug Shapiro
Doug Shapiro   (Nova York, 15 de setembre de 1959 - Mendocino, 15 de gener de 2025) va ser un ciclista estatunidenc, que fou professional entre 1984 i 1989. El 1985 va ser el primer estatunidenc en acabar el Tour de França.

## Palmarès
- 1984
  - 1r al Coors Classic
  - Vencedor d'una etapa a la Setmana Ciclista Llombarda
- 1985
  - Vencedor d'una etapa al Coors Classic
- 1986
  - Vencedor d'una etapa al Redlands Bicycle Classic

### Resultats al Tour de França
- 1985. 74è de la classificació general
- 1986. Abandona (12a etapa)